# Hoa hậu Hoàn vũ Việt Nam 2019
Hoa hậu Hoàn vũ Việt Nam 2019 là cuộc thi tìm kiếm Hoa hậu Hoàn vũ Việt Nam lần thứ tư được tổ chức vào ngày 7 tháng 12 năm 2019 tại Trung tâm Hội nghị Hoàn Vũ, Nha Trang, Khánh Hòa. Cuộc thi năm nay có chủ đề là "Brave Heart - Trái tim dũng cảm ". Hoa hậu Hoàn vũ Việt Nam 2017 - H'Hen Niê đến từ Đắk Lắk đã trao lại vương miện cho người kế nhiệm là Nguyễn Trần Khánh Vân đến từ Thành phố Hồ Chí Minh.

## Kết quả

### Thứ hạng
| Kết quả                                                                | Thí sinh                                               | Vị trí Quốc tế                                                                   |
| ---------------------------------------------------------------------- | ------------------------------------------------------ | -------------------------------------------------------------------------------- |
| Hoa hậu Hoàn vũ Việt Nam 2019 (Miss Universe Vietnam 2020)             | - Thành phố Hồ Chí Minh – Nguyễn Trần Khánh Vân        | - Top 21 – Hoa hậu Hoàn vũ 2020                                                  |
| Á hậu 1 (Miss Universe Vietnam 2021) (Miss Supranational Vietnam 2022) | - Cần Thơ – Nguyễn Huỳnh Kim Duyên                     | - Top 16 – Hoa hậu Hoàn vũ 2021 - Á hậu 2 – Hoa hậu Siêu quốc gia 2022           |
| Á hậu 2 (Miss International Vietnam 2015)                              | - Thành phố Hồ Chí Minh – Phạm Hồng Thúy Vân           | - Á hậu 3 – Hoa hậu Quốc tế 2015                                                 |
| Top 5                                                                  | - Gia Lai – Nguyễn Thị Hương Ly - Nghệ An – Đào Thị Hà |                                                                                  |
| Top 10                                                                 | - Hà Nội – Lương Ý Như                                 |                                                                                  |
| Top 10                                                                 | - Khánh Hòa – Lê Hoàng Phương                          | - Á hậu 4 – Hoa hậu Hòa bình Quốc tế 2023                                        |
| Top 10                                                                 | - Hà Nam – Phạm Thị Anh Thư                            | - Chiến thắng – Hoa hậu Phụ nữ Sắc đẹp 2017                                      |
| Top 10                                                                 | - Hà Nội – Lê Thu Trang                                |                                                                                  |
| Top 10                                                                 | - Nam Định – Vũ Quỳnh Trang                            | - Top 10 – Hoa hậu Du lịch Quốc tế 2024                                          |
| Top 15                                                                 | - Hà Nội – Nguyễn Diana †                              |                                                                                  |
| Top 15                                                                 | - Hà Nội – Kiều Thị Thúy Hằng                          | - TBA – Hoa hậu Toàn cầu 2026                                                    |
| Top 15                                                                 | - Thái Bình – Vũ Thị Hòa Liên                          |                                                                                  |
| Top 15                                                                 | - Phú Yên – Nguyễn Đặng Tường Linh                     | - Chiến thắng – Hoa hậu Sắc đẹp Châu Á 2017 - Top 18 – Hoa hậu Liên lục địa 2017 |
| Top 15                                                                 | - An Giang – Lâm Thị Bích Tuyền                        |                                                                                  |

### Thứ tự công bố
| 1. Lương Ý Như 2. Kiều Thị Thúy Hằng 3. Nguyễn Huỳnh Kim Duyên 4. Vũ Quỳnh Trang 5. Phạm Thị Anh Thư 6. Phạm Hồng Thúy Vân 7. Vũ Thị Hòa Liên 8. Nguyễn Thị Hương Ly 9. Nguyễn Trần Khánh Vân 10. Lê Thu Trang 11. Nguyễn Đặng Tường Linh 12. Lê Hoàng Phương 13. Lâm Thị Bích Tuyền 14. Nguyễn Diana 15. Đào Thị Hà | 1. Phạm Thị Anh Thư 2. Lê Hoàng Phương 3. Nguyễn Thị Hương Ly 4. Nguyễn Huỳnh Kim Duyên 5. Nguyễn Trần Khánh Vân 6. Vũ Quỳnh Trang 7. Đào Thị Hà 8. Lê Thu Trang 9. Phạm Hồng Thúy Vân 10. Lương Ý Như | 1. Đào Thị Hà 2. Nguyễn Thị Hương Ly 3. Nguyễn Trần Khánh Vân 4. Phạm Hồng Thúy Vân 5. Nguyễn Huỳnh Kim Duyên | 1. Nguyễn Trần Khánh Vân 2. Nguyễn Huỳnh Kim Duyên 3. Phạm Hồng Thúy Vân |

## Các giải thưởng phụ
| Giải phụ                      | Thí sinh                                        |
| Người đẹp Biển                | - Khánh Hòa – Lê Hoàng Phương                   |
| Người đẹp Áo dài              | - Thành phố Hồ Chí Minh – Nguyễn Trần Khánh Vân |
| Người đẹp Thể thao            | - Hà Nội – Nguyễn Diana                         |
| Người đẹp Tài năng            | - Khánh Hòa – Nguyễn Ngô Hoàng Nhi              |
| Người đẹp Bản lĩnh            | - Nam Định – Vũ Quỳnh Trang                     |
| Người đẹp Thời trang          | - Gia Lai – Nguyễn Thị Hương Ly                 |
| Người đẹp Truyền thông        | - Thành phố Hồ Chí Minh – Phạm Hồng Thúy Vân    |
| Người đẹp Thân thiện          | - Hà Nội – Lương Ý Như                          |
| Người đẹp được yêu thích nhất | - Thái Bình – Vũ Thị Hòa Liên                   |

| Kết quả     | Thí sinh |
| Chiến thắng | - Khánh Hòa – Nguyễn Ngô Hoàng Nhi |
| Top 7       | - Yên Bái – Trần Tâm Thanh - Trà Vinh – Nguyễn Thị Thu Cúc - Cần Thơ – Nguyễn Huỳnh Kim Duyên - Nam Định – Vũ Quỳnh Trang - Hà Nội – Lê Thu Trang - Tiền Giang – Trần Thị Ngọc Trúc |

| Kết quả     | Thí sinh                                     | Điểm bình chọn |
| Chiến thắng | - Yên Bái – Trần Tâm Thanh                   | 111,968        |
| Top 5       | - Gia Lai – Hoàng Kim Ngân                   | 101,016        |
| Top 5       | - Đắk Lắk – Phan Thị Thảo Vân                | 1,712          |
| Top 5       | - Quảng Ngãi – Huỳnh Minh Thiên Hương        | 1,192          |
| Top 5       | - Thành phố Hồ Chí Minh – Phạm Hồng Thúy Vân | 688            |

### Các giải thưởng phụ (Social Media)
| Giải phụ           | Thí sinh                                        |
| Best Catwalk       | - Thành phố Hồ Chí Minh – Nguyễn Trần Khánh Vân |
| Best Face          | - Khánh Hòa – Lê Hoàng Phương                   |
| Best English Skill | - Thành phố Hồ Chí Minh – Phạm Hồng Thúy Vân    |
| Best Interview     | - Thành phố Hồ Chí Minh – Phạm Hồng Thúy Vân    |
| Best Social Media  | - Thành phố Hồ Chí Minh – Phạm Hồng Thúy Vân    |
| Best Smile         | - Phú Yên – Nguyễn Đặng Tường Linh              |

| Kết quả     | Thí sinh |
| Chiến thắng | - Thành phố Hồ Chí Minh – Nguyễn Trần Khánh Vân |
| Top 3       | - Cần Thơ – Nguyễn Huỳnh Kim Duyên - Gia Lai – Nguyễn Thị Hương Ly |
| Top 10      | - Hà Nội – Lê Thu Trang - Thành phố Hồ Chí Minh – Phạm Hồng Thúy Vân - Khánh Hòa – Lê Hoàng Phương - An Giang – Lâm Thị Bích Tuyền - Nam Định – Vũ Quỳnh Trang - Phú Yên – Nguyễn Đặng Tường Linh - Nghệ An – Đào Thị Hà                                                                             |
| Top 20      | - Phú Thọ – Đặng Nhật Minh - Long An – Đặng Thị Mỹ Khôi - Hà Nội – Nguyễn Diana - Quảng Ngãi – Huỳnh Minh Thiên Hương - Quảng Ninh – Vũ Thục Chinh - Hà Nội – Đỗ Thị Minh Tâm - Khánh Hòa – Nguyễn Ngô Hoàng Nhi - Hà Nam – Phạm Thị Anh Thư - Hà Nội – Nguyễn Thị Anh - Khánh Hòa – Lê Thị Mỹ Trinh |

| Kết quả     | Thí sinh |
| Chiến thắng | - Khánh Hòa – Lê Hoàng Phương |
| Top 4       | - Thành phố Hồ Chí Minh – Phạm Hồng Thúy Vân - Nghệ An – Đào Thị Hà - Gia Lai – Nguyễn Thị Hương Ly |
| Top 10      | - Phú Yên – Nguyễn Đặng Tường Linh - Hà Nội – Nguyễn Diana - Đắk Lắk – H'Luăi Hwing - An Giang – Lâm Thị Bích Tuyền - Khánh Hòa – Lê Hoàng Phương - Cà Mau – Lê Ngọc Tuyền - Thành phố Hồ Chí Minh – Nguyễn Trần Khánh Vân |

| Kết quả     | Thí sinh |
| Chiến thắng | - Thành phố Hồ Chí Minh – Phạm Hồng Thúy Vân |
| Top 9       | - Thái Bình – Lê Thị Phương Thảo - Thái Bình – Vũ Thị Hòa Liên - Hải Dương – Nguyễn Thị Quỳnh Nga - Tiền Giang – Trần Thị Ngọc Trúc - Long An – Đặng Thị Mỹ Khôi - Quảng Ngãi – Huỳnh Minh Thiên Hương - Nam Định – Vũ Quỳnh Trang - Hà Nội – Lương Ý Như |

| Kết quả     | Thí sinh |
| Chiến thắng | - Phú Yên – Nguyễn Đặng Tường Linh |
| Top 10      | - Thành phố Hồ Chí Minh – Phạm Hồng Thúy Vân - Gia Lai – Nguyễn Thị Hương Ly - Nghệ An – Đào Thị Hà - Hà Nội – Nguyễn Diana - Cần Thơ – Nguyễn Huỳnh Kim Duyên - Ninh Bình – Vũ Thị Lan Anh - Hà Nam – Phạm Thị Anh Thư - Bắc Giang – Hoàng Thị Hải Yến - Hà Nội – Lê Thu Trang |

## Ban giám khảo
| Họ tên                       | Danh hiệu, nghề nghiệp                | Vai trò              | Lĩnh vực             |
| ---------------------------- | ------------------------------------- | -------------------- | -------------------- |
| Võ Thị Xuân Trang            | Hiệu trưởng trường John Robert Powers | Trưởng Ban giám khảo | Xã hội học           |
| Lê Diệp Linh                 | Tiến sĩ – Bác sĩ Nhân trắc học        | Thành viên           | Nhân trắc học        |
| Nguyễn Công Trí              | NTK                                   | Thành viên           | Mỹ thuật học         |
| Hoàng Đức Sâm (Samuel Hoàng) | Nhiếp ảnh gia                         | Thành viên           | Nhiếp ảnh gia        |
| Thanh Hằng                   | Siêu mẫu, Diễn viên điện ảnh          | Thành viên           | Nghệ thuật biểu diễn |
| Hương Giang                  | Hoa hậu Hải Dương 2006                | Thành viên           | Nghệ thuật biểu diễn |
| Vũ Thu Phương                | Doanh nhân, Siêu mẫu                  | Thành viên           | Nghệ thuật biểu diễn |

## Thí sinh tham gia

### Top 45 thí sinh bán kết và chung kết[2]
Ban đầu có 45 thí sinh vượt qua thử thách truyền hình thực tế nhưng chỉ còn 44 thí sinh dự thi đêm bán kết vì có thí sinh bị loại hoặc rút khỏi cuộc thi.
| STT | Họ tên                 | Năm sinh | SBD | Chiều cao | Quê quán              | Ghi chú |
| --- | ---------------------- | -------- | --- | --------- | --------------------- | --- |
| 1   | Nguyễn Lan Anh         | 1998     | 148 | 1,72 m    | Bắc Ninh              | |
| 2   | Nguyễn Thị Anh         | 1993     | 317 | 1,83 m    | Hà Nội                | |
| 3   | Nguyễn Thị Vân Anh     | 1995     | 205 | 1,72 m    | Hưng Yên              | |
| 4   | Vũ Thị Lan Anh         | 1999     | 338 | 1,68 m    | Ninh Bình             | |
| 5   | H'Lida Niê Cao         | 2000     | 118 | 1,71 m    | Đắk Lắk               | |
| 6   | Vũ Thục Chinh          | 1996     | 342 | 1,73 m    | Quảng Ninh            | |
| 7   | Nguyễn Thị Thu Cúc     | 1998     | 217 | 1,73 m    | Trà Vinh              | |
| 8   | Nguyễn Diana †         | 1996     | 150 | 1,66 m    | Hà Nội                | Top 15 Thắng thử thách "Tôi vì cộng đồng" Thắng thử thách "Tôi bản lĩnh" Người đẹp Thể thao                                                                   |
| 9   | Trần Thị Dung          | 2000     | 107 | 1,74 m    | Bắc Ninh              | |
| 10  | Nguyễn Huỳnh Kim Duyên | 1995     | 203 | 1,73 m    | Cần Thơ               | Á hậu 1 |
| 11  | Đào Thị Hà             | 1997     | 334 | 1,74 m    | Nghệ An               | Top 5 Thắng thử thách "Tôi thần thái" Thắng thử thách "Tôi phong cách"                                                                                        |
| 12  | Phạm Thị Thu Hà        | 1997     | 104 | 1,74 m    | Thành phố Hồ Chí Minh | |
| 13  | Kiều Thị Thúy Hằng     | 2000     | 111 | 1,75 m    | Hà Nội                | Top 15 |
| 14  | Hoàng Thị Hương        | 1999     | 142 | 1,68 m    | Thanh Hóa             | |
| 15  | Huỳnh Minh Thiên Hương | 1996     | 216 | 1,68 m    | Quảng Ngãi            | |
| 16  | H'Luăi Hwing           | 2001     | 319 | 1,71 m    | Đắk Lắk               | |
| 17  | Đặng Thị Mỹ Khôi       | 1997     | 245 | 1,66 m    | Long An               | |
| 18  | Vũ Thị Hòa Liên        | 1995     | 250 | 1,68 m    | Thái Bình             | Top 15 Người đẹp được yêu thích nhất |
| 19  | Nguyễn Đặng Tường Linh | 1994     | 331 | 1,67 m    | Phú Yên               | Top 15 Best Smile |
| 20  | Nguyễn Thị Hương Ly    | 1995     | 242 | 1,75 m    | Gia Lai               | Top 5 Người đẹp Thời trang |
| 21  | Đặng Nhật Minh         | 2001     | 329 | 1,71 m    | Phú Thọ               | |
| 22  | Trần Thị My            | 1997     | 236 | 1,70 m    | Bạc Liêu              | |
| 23  | Nguyễn Thị Quỳnh Nga   | 1998     | 115 | 1,68 m    | Hải Dương             | |
| 24  | Hoàng Kim Ngân         | 2001     | 233 | 1,68 m    | Gia Lai               | |
| 25  | Nguyễn Ngọc Thanh Ngân | 2000     | 147 | 1,70 m    | Thành phố Hồ Chí Minh | |
| 26  | Phạm Ngọc Bảo Ngân     | 1999     | 204 | 1,67 m    | Thành phố Hồ Chí Minh | |
| 27  | Trương Quỳnh Ngọc      | 1999     | 207 | 1,66 m    | Thành phố Hồ Chí Minh | |
| 28  | Nguyễn Ngô Hoàng Nhi   | 2000     | 229 | 1,66 m    | Khánh Hòa             | Người đẹp Tài năng |
| 29  | Lương Ý Như            | 1996     | 134 | 1,73 m    | Hà Nội                | Top 10 Người đẹp Thân thiện |
| 30  | Lê Hoàng Phương        | 1995     | 231 | 1,75 m    | Khánh Hòa             | Top 10 Best Face Người đẹp Biển |
| 31  | Đỗ Thị Minh Tâm        | 1998     | 249 | 1,69 m    | Hà Nội                | |
| 32  | Trần Tâm Thanh         | 1999     | 320 | 1,65 m    | Yên Bái               | Miss BVote hoàn vũ |
| 33  | Lê Thị Phương Thảo     | 1994     | 403 | 1,69 m    | Thái Bình             | |
| 34  | Phạm Thị Anh Thư       | 1997     | 144 | 1,74 m    | Hà Nam                | Top 10 |
| 35  | Chu Thị Minh Trang     | 1993     | 345 | 1,70 m    | Hải Phòng             | |
| 36  | Lê Thu Trang           | 1997     | 145 | 1,74 m    | Hà Nội                | Top 10 |
| 37  | Vũ Quỳnh Trang         | 1997     | 330 | 1,69 m    | Nam Định              | Top 10 Thắng thử thách "Tôi thanh lịch - Tôi hội nhập" Người đẹp Bản lĩnh                                                                                     |
| 38  | Lê Thị Mỹ Trinh        | 1994     | 228 | 1,67 m    | Khánh Hòa             | |
| 39  | Trần Thị Ngọc Trúc     | 1996     | 247 | 1,72 m    | Tiền Giang            | |
| 40  | Lâm Thị Bích Tuyền     | 1999     | 241 | 1,67 m    | An Giang              | Top 15 |
| 41  | Lê Ngọc Tuyền          | 1999     | 209 | 1,72 m    | Cà Mau                | |
| 42  | Trần Thị Kim Vàng      | 1995     | 213 | 1,67 m    | Long An               | Rút lui trước đêm bán kết vì lý do cá nhân |
| 43  | Nguyễn Trần Khánh Vân  | 1995     | 202 | 1,75 m    | Thành phố Hồ Chí Minh | Hoa hậu Hoàn vũ Việt Nam 2019 Best Catwalk Người đẹp Áo dài                                                                                                   |
| 44  | Phạm Hồng Thúy Vân     | 1993     | 218 | 1,72 m    | Thành phố Hồ Chí Minh | Á hậu 2 Thắng thử thách "Đại sứ du lịch 4.0" Thắng thử thách "Tôi tỏa sáng" Thắng thử thách "Tôi khỏe đẹp quyến rũ" Best English Skill Người đẹp Truyền thông |
| 45  | Hoàng Thị Hải Yến      | 1994     | 335 | 1,72 m    | Bắc Giang             | |

### Top 60 thí sinh truyền hình thực tế[3]
| STT | Họ tên                | Năm sinh | SBD | Chiều cao | Quê quán    | Ghi chú                  |
| --- | --------------------- | -------- | --- | --------- | ----------- | ------------------------ |
| 1   | Cao Diệp Anh          | 1995     | 344 | 1,65 m    | Tuyên Quang | Rút lui vì lý do cá nhân |
| 2   | Nguyễn Diệu Hiền      | 1999     | 316 | 1,77 m    | Hải Phòng   |                          |
| 3   | Lê Thu Hòa            | 1998     | 315 | 1,70 m    | Ninh Bình   |                          |
| 4   | Đỗ Thị Thu Huyền      | 1994     | 125 | 1,66 m    | Hưng Yên    |                          |
| 5   | Ngô Thị Thu Hương     | 1998     | 119 | 1,71 m    | Bình Dương  |                          |
| 6   | Đào Nhật Linh         | 1996     | 326 | 1,67 m    | Lào Cai     |                          |
| 7   | Mai Thảo Nguyên       | 1996     | 135 | 1,66 m    | Quảng Nam   |                          |
| 8   | Phạm Thị Minh Phương  | 2000     | 349 | 1,73 m    | Thái Nguyên |                          |
| 9   | Đặng Trương Thủy Tiên | 1994     | 222 | 1,66 m    | Đồng Tháp   |                          |
| 10  | Quách Thị Tin         | 1998     | 126 | 1,65 m    | Hòa Bình    |                          |
| 11  | Phạm Phương Thảo      | 1994     | 322 | 1,72 m    | Thái Nguyên |                          |
| 12  | Hoàng Minh Trang      | 1993     | 232 | 1,66 m    | Gia Lai     |                          |
| 13  | Nguyễn Thị Hồng Vân   | 1996     | 337 | 1,80 m    | Hà Nội      |                          |
| 14  | Phan Thị Thảo Vân     | 1997     | 140 | 1,75 m    | Đắk Lắk     |                          |
| 15  | Âu Hải Yến            | 1997     | 325 | 1,67 m    | Nghệ An     |                          |

## Thông tin thí sinh
- Nguyễn Trần Khánh Vân: Hoa khôi Áo dài Nữ sinh Việt Nam 2013, Á khôi 2 Miss Ngôi sao 2014, Top 40 Hoa hậu Việt Nam 2014, Top 10 Hoa hậu Hoàn vũ Việt Nam 2015 cùng giải phụ "Người đẹp Áo dài", Giải Bạc Siêu mẫu Việt Nam 2018, Top 21 Hoa hậu Hoàn vũ 2020 với số lượt bình chọn cao nhất lịch sử Hoa hậu Hoàn vũ, Host Tôi là Hoa hậu Hoàn vũ Việt Nam 2022, Huấn luyện viên Hoa hậu Trái Đất Việt Nam 2023.
- Nguyễn Huỳnh Kim Duyên: Top 12 Hoa khôi Áo dài Việt Nam 2014, Hoa khôi Sinh viên Thanh lịch Đại học Nam Cần Thơ 2016, Top 36 Hoa hậu Việt Nam 2016, Top 16 Hoa hậu Hoàn vũ 2021 (Thí sinh chiến thắng bình chọn từ khán giả), Huấn luyện viên Tôi là Hoa hậu Hoàn vũ Việt Nam 2022, Á hậu 2 Hoa hậu Siêu quốc gia 2022 (Supra Model Asia và Supra Chat Interview Winner).
- Phạm Hồng Thúy Vân: Top 20 Hoa hậu Tuổi Teen Việt Nam 2012, tham gia Vietnam's Next Top Model 2012 nhưng không có thành tích gì, Top 10 Ngôi sao Người mẫu 2014 cùng giải phụ Ngôi sao Người mẫu Phong cách, Á khôi 1 Hoa khôi Áo dài Việt Nam 2014 cùng giải phụ "Thí sinh có vóc dáng cải thiện tích cực nhất", Á hậu 3 Hoa hậu Quốc tế 2015, huấn luyện viên Hoa hậu Thể thao Việt Nam 2022.
- Nguyễn Thị Hương Ly: Quán quân Vietnam's Next Top Model 2015, tham gia vòng sơ khảo khu vực miền Bắc Hoa hậu Hoàn vũ Việt Nam 2017 nhưng rút lui vì lý do sức khỏe, Top 5 Hoa hậu Hoàn vũ Việt Nam 2022 cùng giải phụ Người đẹp Thời trang, Á hậu 1 Miss Universe Vietnam 2023, Giám đốc quốc gia Miss Universe Vietnam.
- Đào Thị Hà: "Người đẹp phố biển" Cửa Lò 2016, Top 5 Hoa hậu Việt Nam 2016, có em gái là Đào Thị Hiền: lọt Top 5 Hoa hậu Du lịch Việt Nam 2022 cùng giải phụ Người đẹp Biển, đoạt danh hiệu Á hậu 1 Hoa hậu Thế giới Việt Nam 2023 cùng giải phụ Người đẹp Nhân ái, tham gia Hoa hậu Việt Nam 2024 và dừng chân sau vòng sơ khảo.
- Lê Hoàng Phương: Top 5 Hoa hậu Hoàn vũ Việt Nam 2022 cùng giải phụ (Best Catwalk, Giải ba Trang phục Truyền thống đẹp nhất, Top 5 Người đẹp Biển, Top 10 Best Face, Top 10 Best Introduction, Top 10 Best English Skill, Top 10 Best Interview, Top 12 Miss Tiktok), Đăng quang Hoa hậu Hòa bình Việt Nam 2023 cùng các giải phụ (Best Profile Picture, Top 16 Best Inspirational, Top 6 Before Arrival, Top 5 Best in Swimsuit, Best Hair Improvement by NH23, Á quân 1 Miss Star Kombucha, Top 4 Miss Elasten, Top 10 Best Introduction Video, Giải ba Best National Costume) Á hậu 4 Hoa hậu Hòa bình Quốc tế 2023 cùng các giải phụ (Top 5 Pre-Arrival, Giải nhì Country's Power of the Year, Top 18 Grand Voice Award, Top 10 Best in Swimsuit, Best National Costume). Top 8 Bước nhảy Hoàn vũ 2024 cùng giải phụ Người đẹp Cống hiến, Huấn luyện viên Hoa hậu Chuyển giới Việt Nam 2025, Giám đốc điều hành Hoa hậu Hòa bình Việt Nam 2025.
- Nguyễn Đặng Tường Linh: Top 12 Hot Vteen 2010 TP. HCM đợt 1, Hoa khôi Phú Yên 2011, Hoa khôi Nữ sinh Thanh lịch Phú Yên 2012, Top 5 Hoa khôi Học viện Hàng không Việt Nam 2012, Top 5 THEFACESHOP T.O.P.Girl 2013 cùng giải phụ Thí sinh mặc áo dài đẹp nhất, Top 40 Nữ sinh viên Việt Nam duyên dáng 2013, Hoa hậu Sắc đẹp Châu Á 2017, Á quân The Face Vietnam 2017 - team Hoàng Thùy, Top 18 Hoa hậu Liên lục địa 2017 cùng giải phụ People's Choice Award.
- Nguyễn Thị Vân Anh: Top 15 Hoa hậu Biển Việt Nam 2016, đại diện Việt Nam dự thi Hoa hậu Trái Đất 2021 nhưng không đạt thành tích.
- Vũ Quỳnh Trang: Top 15 Hoa hậu Việt Nam 2020, Top 16 Én Vàng 2021, Top 41 Hoa hậu Hoàn vũ Việt Nam 2022 cùng các giải phụ (Top 20 Best Face, Top 22 Best Catwalk). Top 10 Hoa hậu Du lịch Quốc tế 2024 cùng giải phụ Hoa hậu Đại sứ Du Lịch Đông Nam Á và Trang phục dân tộc đẹp nhất.
- Trần Thị Dung: Á khôi 2 Hoa khôi Kinh Bắc 2019, Tham gia Hoa hậu Thế giới Việt Nam 2019 và dừng chân sau vòng chung khảo phía Bắc.
- Lâm Thị Bích Tuyền: Top 44 Hoa hậu Việt Nam 2018, Top 15 Hoa hậu Thế giới Việt Nam 2019, Á hậu 3 Hoa hậu Hòa bình Việt Nam 2024 cùng giải phụ Best Introduction Video.
- Nguyễn Thị Anh: Thi đấu hơn 24 cuộc thi sắc đẹp và người mẫu, Top 10 Hoa hậu Hoàn cầu 2013, đại diện Việt Nam tại Top Model of the World 2015 nhưng không đạt thành tích, Top 15 Hoa hậu Hoàn vũ Việt Nam 2017 cùng các giải phụ (Top 7 Best Body, Top 8 Best Face), Á hậu 3 Miss Onelife 2019.
- Đặng Trương Thủy Tiên: Tham gia Hoa hậu Thế giới Việt Nam 2019 nhưng rút lui trước đêm chung khảo khu vực phía Bắc vì lý do cá nhân.
- Đặng Thị Mỹ Khôi: Hoa khôi Áo dài Nữ sinh Việt Nam 2014, Top 45 Hoa hậu Hoàn vũ Việt Nam 2015, Top 10 Hoa hậu Biển Việt Nam 2016 cùng giải phụ Người đẹp Du lịch, Top 15 Hoa hậu Đại Dương Việt Nam 2017, quán quân The Face Online by Vespa 2021 - team Mạc Trung Kiên, Cao Thiên Trang, Top 52 Hoa hậu Hòa bình Việt Nam 2022, tham gia The New Mentor 2023, hiện đang là người dẫn chương trình 60 giây của Đài Truyền hình Thành phố Hồ Chí Minh.
- Phạm Thị Anh Thư: Top 5 Hoa khôi Áo dài Việt Nam 2016, Quán quân New Face 2017, Đăng quang Hoa hậu Phụ nữ Sắc Đẹp 2017 cùng giải phụ Best Interview, Top 15 Hoa hậu Thế giới Việt Nam 2019 cùng các giải phụ (Top 13 Người đẹp Tài năng, Top 5 Người đẹp Biển), Top 3 Supermodel International Vietnam 2022, Top 6 Miss Universe Vietnam 2023.
- Kiều Thị Thúy Hằng: Á quân The Face Online by Vespa - team Trâm Anh, Nguyễn Hợp, Á hậu 1 Hoa hậu Sinh thái Việt Nam 2022, Top 60 Hoa hậu các Dân tộc Việt Nam 2022, Top 10 Hoa hậu Hoàn vũ Việt Nam 2023 cùng các giải phụ (Top 10 Miss Fashion, Top 4 Miss Talent, Top 15 Best Catwalk, Top 15 Miss Purité, Top 15 Best in Swimsuit). Đăng quang Miss Global Vietnam 2026, đại diện Việt Nam tại cuộc thi Hoa hậu Toàn cầu 2026.
- Trần Thị Kim Vàng: Top 30 Hoa khôi Đồng bằng sông Cửu Long 2015, Top 45 Hoa hậu Hoàn vũ Việt Nam 2017.
- Nguyễn Diana: Top 12 Hoa khôi Áo dài Việt Nam 2014.
- Huỳnh Minh Thiên Hương: Top 71 Hoa hậu Hoàn vũ Việt Nam 2022, Top 60 Hoa hậu các Dân tộc Việt Nam 2022.
- Nguyễn Thị Hồng Vân: Top 7 Vietnam's Next Top Model 2015.
- Trần Thị Ngọc Trúc: Top 45 Hoa hậu Hoàn vũ Việt Nam 2017, Top 5 Người mẫu Thể hình Việt Nam 2019.
- Lê Thu Trang: Top 70 Hoa hậu Hoàn vũ Việt Nam 2015 nhưng rút lui trước đêm bán kết vì lý do cá nhân, Top 10 Hoa hậu Hoàn vũ Việt Nam 2017, Quán quân The New Mentor 2023 - team Lan Khuê.
- Đỗ Thị Thu Huyền: Tham gia Hoa hậu Thế giới Việt Nam 2019 và dừng chân sau vòng Chung khảo phía Bắc.
- Cao Thị Diệp Anh: Hiện là diễn viên của VFC, từng góp mặt trong các bộ phim Quỳnh búp bê, Hoa hồng trên ngực trái, Về nhà đi con,... Quán quân Thập Toàn Thập Mỹ 2018, Top 5 Người đẹp Xứ Tuyên 2022 cùng giải phụ Người đẹp có làn da đẹp nhất.
- Chu Thị Minh Trang: Top 20 Hoa hậu Bản sắc Việt Toàn cầu 2016, Top 45 Hoa hậu Hoàn vũ Việt Nam 2017 (Thắng thử thách "Tôi thanh lịch"), Top 25 Hoa hậu Việt Nam 2018 cùng giải phụ Top 5 Người đẹp Nhân ái.
- Hoàng Kim Ngân: Tham gia Hoa hậu Thế giới Việt Nam 2019 và dừng chân sau vòng chung khảo phía Bắc, Top 13 The Face Vietnam 2023 - team Anh Thư, Top 5 Hoa hậu Hoàn vũ Việt Nam 2025 cùng giải phụ (Người đẹp Ảnh, Cosmo Best Face Award, Top 5 Người đẹp Biển, Top 6 Người đẹp Thời trang, Top 20 Người đẹp Bản lĩnh, Top 10 Cosmo Best Body), em gái của thí sinh Hoàng Minh Trang.
- Hoàng Minh Trang: Tham gia Hoa khôi Áo dài Việt Nam 2014 và dừng chân sau vòng sơ khảo, Tham gia Hoa hậu Thế giới Việt Nam 2019 và dừng chân sau vòng Chung khảo phía Bắc, chị gái của thí sinh Hoàng Kim Ngân.
- Phạm Ngọc Bảo Ngân: Top 40 Hoa hậu Thế giới Việt Nam 2019.
- Nguyễn Ngọc Thanh Ngân: Top 10 Hoa hậu Thanh lịch Trung Hoa-Asean 2018, Top 45 Hoa hậu Thế giới Việt Nam 2022, Top 44 Hoa hậu Hòa bình Việt Nam 2023 cùng các giải phụ (Top 16 Best Inspirational, Top 5 Miss Fashion, Miss Star Kombucha)
- Phạm Thị Thu Hà: Hoa khôi Sinh viên Việt Nam 2017, Top 44 Hoa hậu Việt Nam 2018.
- Ngô Thị Thu Hương: Top 35 Hoa hậu Việt Nam 2020.
- H'Lida Niê Cao: Top 40 Hoa hậu Việt Nam 2020, Top 60 Hoa hậu các Dân tộc Việt Nam 2022.
- Hoàng Thị Hương: Top 60 Hoa hậu các Dân tộc Việt Nam 2022, Top 10 Hoa hậu Biển Đảo Việt Nam Toàn cầu 2022.
- Lê Thu Hòa: Top 41 Hoa hậu Hoàn vũ Việt Nam 2022, Top 10 Hoa hậu Hoàn vũ Việt Nam 2025 cùng giải phụ (Người đẹp được yêu thích nhất, Top 20 Người đẹp Bản lĩnh, Top 10 Cosmo Best Face Award), hiện đang là Biên tập viên tại Đài Phát thanh – Truyền hình Hà Nội.
- Đỗ Thị Minh Tâm: Đăng ký tham gia Hoa hậu Việt Nam 2020 nhưng rút lui trước vòng sơ khảo vì lý do cá nhân, Top 40 Hoa hậu Hoàn vũ Việt Nam 2023 nhưng rút lui trước đêm bán kết vì lý do sức khỏe.
- Phạm Thị Minh Phương: Top 30 Hoa khôi Du lịch Việt Nam 2020, Top 30 Hoa hậu các Dân tộc Việt Nam 2022.
- H'Luăi Hwing: Top 60 Hoa hậu các Dân tộc Việt Nam 2022.
- Trương Quỳnh Ngọc: Top 30 Hoa khôi Du lịch Việt Nam 2020, Top 60 Hoa hậu các Dân tộc Việt Nam 2022, Top 46 Hoa hậu Trái Đất Việt Nam 2023
- Trần Thị My: Hoa khôi Cao đẳng Y tế Bạc Liêu 2016, tham gia Hoa hậu Việt Nam 2016 và dừng chân sau vòng Chung khảo phía Nam, Top 30 Hoa khôi Du lịch Việt Nam 2020, Top 35 Hoa hậu Du lịch Việt Nam 2022.
- Nguyễn Lan Anh: Top 10 Hoa hậu các Dân tộc Việt Nam 2022, tham gia Miss Universe Vietnam 2023 và dừng chân sau vòng sơ khảo, Top 20 Hoa hậu Hoàn vũ Việt Nam 2025 cùng giải phụ (Top 5 Người đẹp Biển, Top 20 Người đẹp Bản lĩnh).
- Nguyễn Thị Thu Cúc: Top 30 Hoa hậu Thể thao Việt Nam 2022 - team Thúy Vân, Top 11 Hoa hậu Trái Đất Việt Nam 2023 - team Khánh Vân cùng giải phụ Miss Fashion, Top 20 Hoa hậu Hòa bình Việt Nam 2024 cùng giải phụ Top 10 Best Introduction Video, đăng ký dự thi Hoa hậu Hoàn vũ Việt Nam 2025 nhưng rút lui trước vòng sơ khảo vì lý do cá nhân.
- Lê Thị Phương Thảo: Đăng ký tham gia Hoa hậu Hoàn vũ Việt Nam 2022 nhưng rút lui ở vòng Sơ khảo, Á hậu 1 Hoa hậu Thể thao Việt Nam 2022 - team Thúy Vân cùng giải phụ Người đẹp Truyền thông.
- Phan Thị Thảo Vân: Top 30 Hoa hậu Thể thao Việt Nam 2022 - team Minh Tú.
- Lê Ngọc Tuyền: Top 30 Hoa hậu Thể thao Việt Nam 2022 - team Minh Tú.

## Dự thi quốc tế
| Cuộc thi                        | Đại diện               | Danh hiệu | Thứ hạng          | Giải thưởng đặc biệt |
| ------------------------------- | ---------------------- | --------- | ----------------- | --- |
| The Miss Globe 2013             | Nguyễn Thị Anh         | Top 45    | Top 10            | Không |
| Top Model of the World 2015     | Nguyễn Thị Anh         | Top 45    | Không đạt giải    | Không |
| Miss Onelife 2019               | Nguyễn Thị Anh         | Top 45    | 3rd Runner-up     | Không |
| Miss International 2015         | Phạm Hồng Thúy Vân     | Á hậu 2   | 3rd Runner-up     | Không |
| Miss Beauty Woman 2017          | Phạm Thị Anh Thư       | Top 10    | Miss Beauty Woman | Best Interview |
| Miss Asia Beauty 2017           | Nguyễn Đặng Tường Linh | Top 15    | Miss Asia Beauty  | Không |
| Miss Intercontinental 2017      | Nguyễn Đặng Tường Linh | Top 15    | Top 18            | TGBC People's Choice |
| Miss China-Asean Etiquette 2018 | Nguyễn Ngọc Thanh Ngân | Top 45    | Top 10            | Không |
| Miss Universe 2020              | Nguyễn Trần Khánh Vân  | Hoa hậu   | Top 21            | The Winner of Fan Vote |
| Miss Earth 2021                 | Nguyễn Thị Vân Anh     | Top 45    | Không đạt giải    | Không |
| Miss Universe 2021              | Nguyễn Huỳnh Kim Duyên | Á hậu 1   | Top 16            | The Winner of Fan Vote |
| Miss Supranational 2022         | Nguyễn Huỳnh Kim Duyên | Á hậu 1   | 2nd Runner-up     | Supra Model of Asia Supra Chat Interview Winner                                                                               |
| Miss Grand International 2023   | Lê Hoàng Phương        | Top 10    | 4th Runner-up     | Top 5 Before Arrival Best National Costume Top 2 Country's Power of The Year Top 18 Grand Voice Award Top 10 Best in Swimsuit |
| Miss Tourism International 2024 | Vũ Quỳnh Trang         | Top 10    | Top 10            | Miss Southeast Asia Tourism Ambassador Best National Costume                                                                  |
| Miss Global 2026                | Kiều Thị Thúy Hằng     | Top 15    | TBA               | TBA |